# Cambala modiglianii
Cambala modiglianii är en mångfotingart som beskrevs av Filippo Silvestri 1895. Cambala modiglianii ingår i släktet Cambala och familjen Cambalidae. Inga underarter finns listade i Catalogue of Life.